# Johannes Schnizer

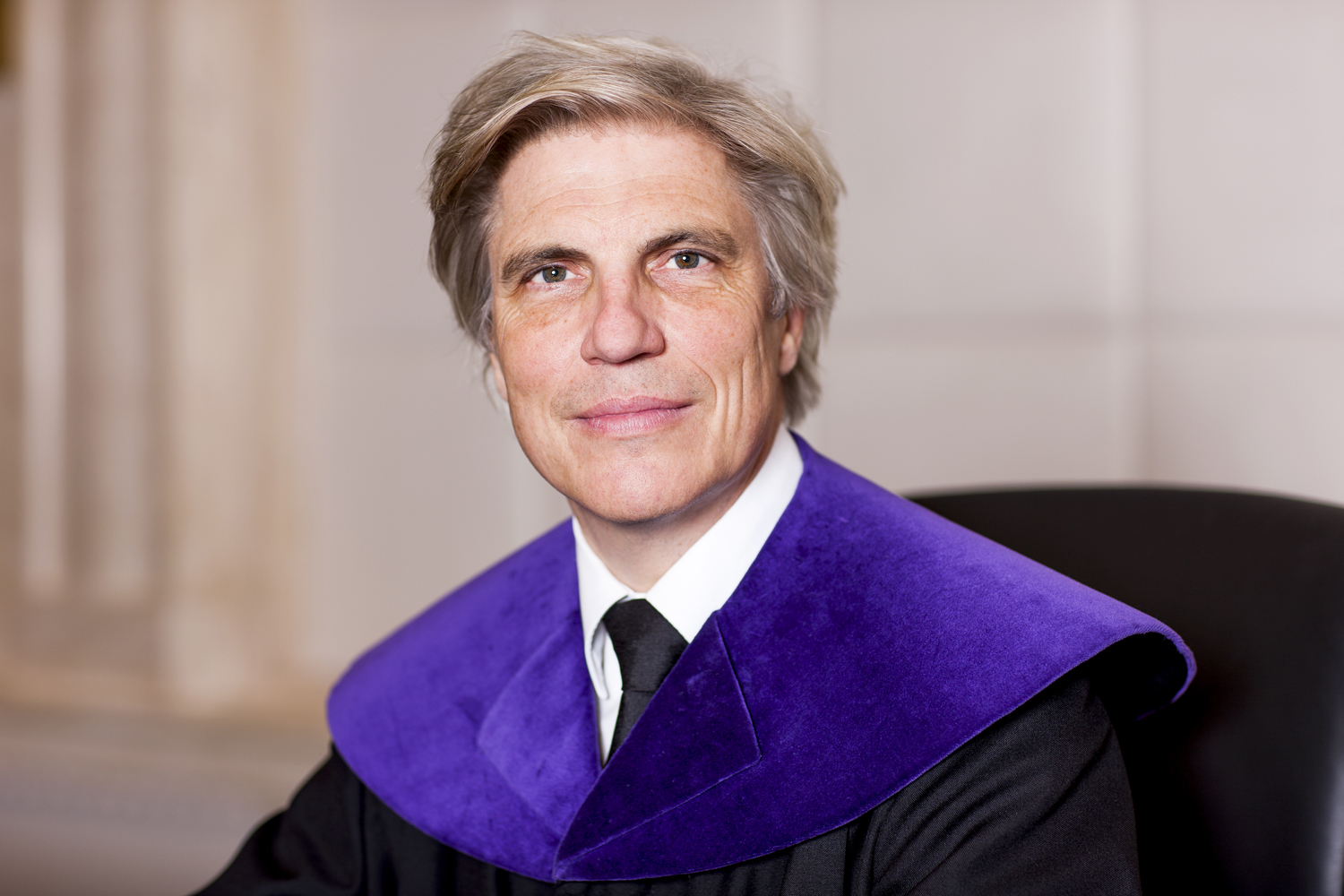
Johannes Schnizer (2012)

Johannes Schnizer (* 14. September 1959 in Graz) ist ein österreichischer Jurist und Verfassungsrichter. Schnizer ist seit 2010 Richter am österreichischen Verfassungsgerichtshof.

## Ausbildung und Privates
Johannes Schnizer wurde am 14. September 1959 in der steiermärkischen Landeshauptstadt Graz als Sohn des Universitätsprofessors für Kirchenrecht Helmut Schnizer geboren. Von 1965 bis 1977 besuchte er die Pflichtschulen sowie die Oberstufe des Bundesgymnasiums und Bundesrealgymnasiums Kirchengasse in Graz, wo er im Jahr 1977 maturierte. Anschließend daran begann er das Studium der Rechtswissenschaften an der Universität Salzburg und schloss dieses im Jahr 1981 mit der Promotion zum Doktor der Rechtswissenschaften (Dr. iur.) ab.
Johannes Schnizer ist geschieden und hat keine Kinder. Seine ehemalige Lebensgefährtin ist die SPÖ-Nationalratsabgeordnete Andrea Kuntzl.

## Beruflicher Werdegang
Noch während des Studiums war Johannes Schnizer zunächst ab 1978 als wissenschaftliche Hilfskraft, später als Vertragsassistent am Institut für Römisches Recht, Juristische Dogmengeschichte und Allgemeine Privatrechtsdogmatik der Universität Salzburg unter der Leitung von Theo Mayer-Maly angestellt. Von 1981 bis 1983 war er zudem als Lektor an der Universität Padua beschäftigt.
In der Folge war Johannes Schnizer von 1982 bis 1992 als wissenschaftlicher Mitarbeiter am Verfassungsgerichtshof tätig, ehe er 1992 als wissenschaftlicher Mitarbeiter der SPÖ-Parlamentsfraktion im österreichischen Nationalrat beschäftigt wurde. Von 1994 bis 2008 war er zeitgleich auch Mitglied der Bundeswahlbehörde sowie im 2003/04 stattfindenden Österreich-Konvent engagiert. Im Jahr 2007 wechselte Schnizer vom Nationalrat ins Kabinett von Bundeskanzler Alfred Gusenbauer, wo er dessen Kabinettschef wurde. 2009 wurde Schnizer abermals Beamter der Parlamentsdirektion, wobei er zuständig für die Rechtsberatung des Entschädigungsfonds der Republik Österreich wurde. Schnizer war zudem von 2013 bis 2018 Mitglied des Universitätsrats der Universität Wien.
Im Jahr 2009 wurde Johannes Schnizer auf Vorschlag der SPÖ hin von der Bundesregierung als neuer Verfassungsrichter nominiert und 2010 von Bundespräsident Heinz Fischer zum solchen ernannt. Als Verfassungsrichter ist er auch einer der ständigen Referenten des VfGH.
Einiges Aufsehen erregte im September 2016 ein Interview mit der Zeitschrift Falter (Nr. 39/2016), wo er das Vorgehen des Verfassungsgerichtshofes im Fall der Aufhebung der Stichwahl zum Bundespräsidenten verteidigte, jedoch durchblicken ließ, dass seiner Meinung nach die Mängel den Wahlbeisitzern des Kandidaten Norbert Hofer schon nach dem ersten Wahlgang bekannt gewesen seien, sie auf die Wahlbehörde aber nicht entsprechend eingewirkt hätten, um stattdessen die Anfechtung vorbereiten zu können. Nachdem die FPÖ Schnizer wegen dieser Äußerung zivilrechtlich geklagt hatte, einigten sie sich im November 2017 in einem Vergleich darauf, dass Johannes Schnizer erklärte, nie behauptet zu haben, die FPÖ „hätten über die konkreten Mängel und Rechtswidrigkeiten des Verfahrens zur Wahl zum Bundespräsidenten 2016, die zur Aufhebung des zweiten Wahlganges 2016 führten, bereits vor der Stichwahl Bescheid gewusst, diese aber bewusst nicht abgestellt, um die Wahl anfechten zu können.“